# Манастир Подмалинско
Манастир Подмалинско је манастир Епархије будимљанско-никшићке, Српске православне цркве.
Манастир је смештен у долини реке Буковице, у близини села Малинско и Тушина. Манастирски храм је посвећен светом Архангелу Михаилу.

## Историја
Подигао га је краљ Урош I Немањић око 1252. године.
Манастир се налазио у саставу Херцеговачке епархије све до 1878. године, када је дошло до коначног ослобођења Старе Херцеговине и њеног прикључења Књажевини Црној Гори. Тада је донета одлука о оснивању нове Захумско-рашке епархије, којој је припао и овај манастир.
Остао је у њеном саставу све до 1931. године, када је Захумско-рашка епархија укинута и прикључена Митрополији црногорско-приморској. Манастир је уништен током Другог светског рата. Обнова манастира започета је 1998. године. Када је 2001. године створена нова Епархија будимљанско-никшићка, овај манастир је ушао у њен састав.
У манастирској порти налази се гроб знаменитог дробњачког јунака Мирка Алексића, који је посјекао Смаил-агу Ченгића.

## Галерија
- Гроб Мирка Алексића